# Карезанаблот
Карезанаблот (італ. Caresanablot, п'єм. Carzan-a Blòt) — муніципалітет в Італії, у регіоні П'ємонт, провінція Верчеллі.
Карезанаблот розташований на відстані близько 510 км на північний захід від Рима, 65 км на північний схід від Турина, 5 км на північний захід від Верчеллі.
Населення — 1129 осіб (2014).
Щорічний фестиваль відбувається 21 листопада. Покровитель — Santa Cecilia.

## Демографія
Населення за роками:

Станом на 1 січня 2023 року в муніципалітеті офіційно проживало 28 іноземців з 10 країн, серед них 16 громадян країн Євросоюзу.

## Сусідні муніципалітети
- Ольчененго
- Ольденіко
- Куїнто-Верчеллезе
- Верчеллі
- Віллата